# 中塘駅
中塘駅（ちゅうとうえき、中文表記: 中塘站、英文表記: Zhongtang station）は、中華人民共和国湖南省長沙市岳麓区にある長沙地下鉄6号線の駅である。

## 駅周辺
- 梧桐路
- 金菊路
- 雪松路
- 松柏路
- 媚渓河
- 湖南省図書館（中国語版）新館
- 麓山梅渓湖実験中学